# هانز كريسينج
هانز كريسينج (17 أغسطس 1890 - 14 أبريل 1969) كان جنرالًا ألمانيًا قاد الفرقة الجبلية الثالثة والجيش الثامن. وقد حصل على وسام الفارس الصليبي الحديديبأوراق البلوط وسيوف ألمانيا النازية.

## الجوائز
- مشبك الصليب الحديدي (1939) II. والفصل (24 نوفمبر 1939) [1]
- وسام الفارس الصليبي الحديدي بأوراق البلوط والسيوف
  - صليب الفارس في 29 مايو 1940 بصفته أوبرست وقائد فرقة المشاة 16 [2]
  - 183rd Oak Leaves في 20 يناير 1943 بصفته جينيرال لوتنانت وقائد الثلاثة. تقسيم جبيرس
  - السيوف الثالثة والستون في 13 أبريل 1944 كجنرال دير جيبيرجستروب والقائد العام السابع عشر. ارميكوربس

### اقتباسات
1. ↑  Thomas 1997, p. 410.
2. ↑  Scherzer 2007, p. 475.

### قائمة المراجع
| مناصب عسكرية    | مناصب عسكرية                | مناصب عسكرية    |
| --------------- | --------------------------- | --------------- |
| سبقه {{{سبقه}}} | {{{العنوان}}} {{{الأعوام}}} | تبعه {{{تبعه}}} |
| سبقه {{{سبقه}}} | {{{العنوان}}} {{{الأعوام}}} | تبعه {{{تبعه}}} |
| سبقه {{{سبقه}}} | {{{العنوان}}} {{{الأعوام}}} | تبعه {{{تبعه}}} |
| سبقه {{{سبقه}}} | {{{العنوان}}} {{{الأعوام}}} | تبعه {{{تبعه}}} |